# 6171 Uttorp
6171 Uttorp este un asteroid din centura principală, descoperit pe 26 octombrie 1981, de Laurence G. Taff.